# Charles Dallery
Charles Dallery (Amiens, 1710 - [...?]) fou un constructor d'orgues francès.
Durant la seva joventut fou constructor de bótes i, malgrat no haver rebut instrucció científica, les seves excepcionals aptituds per la mecànica supliren la deficiència dels seus estudis i s'aplicà particularment a reformar els orgues el so dels quals perjudicava desagradablement l'efecte d'aquests instruments, sent el primer que s'adonà d'aquesta particularitat.
Construí els orgues de diverses esglésies i introduí un progrés positiu en aquest art.
Fou el pare del mecànic i constructor de tota classe d'instruments Charles Thomas August Dallery (1754-1835) i, besoncle del també constructors d'instruments musicals Pierre Dallery.